# Khandi Alexander
Khandi Alexander, née le 4 septembre 1957 à New York, est une actrice américaine.

## Biographie
Khandi Alexander débute par de nombreux petits rôles sur le petit et le grand écran. Après une apparition en 1993 aux côtés de Janet Jackson dans son Poetic Justice, elle joue la même année dans Tina, le film sur la vie de Tina Turner. Dix ans plus tard et quelques longs métrages à son actif, elle donne la réplique à Kurt Russell et Ving Rhames dans le thriller Dark Blue.
À la télévision, elle apparaît dans plusieurs séries : La Femme Nikita, Cosby Show, New York Police Blues, New York 911, New York, unité spéciale. En 1995, elle intègre la distribution de la sitcom Infos FM. En 2000, elle joue le rôle principal de la série The Corner. Mais son rôle le plus marquant est celui de Jackie, la sœur du Dr Benton dans Urgences. Anthony E. Zuiker lui propose en 2002 de rejoindre l'équipe des Experts : Miami dans le rôle du Dr Alexx Woods. Elle y reste jusqu'en 2008.
De 2010 à 2013, elle tient un rôle d'importance, celui d'une tenancière de bar au caractère bien trempé, au sein de la série HBO Treme.
Elle joue la mère d'Olivia Pope dans la série Scandal (saison 3).

## Filmographie

### Cinéma
- 1993 : Poetic Justice de John Singleton
- 1993 : CB4 de Tamra Davis
- 1993 : Menace II Society des frères Albert Hughes et Allen Hughes : Karen Lawson
- 1993 : Tina de Brian Gibson
- 1994 : Greedy de Jonathan Lynn
- 1998 : Mary à tout prix (There's Something About Mary) des frères Bobby et Peter Farrelly : Joanie
- 1999 : Comme un voleur (Thick as Thieves) de Scott Sanders : Janet
- 2003 : Dark Blue de John Shelton
- 2015 : Bessie de Dee Rees : Viola Smith
- 2016 : Traque à Boston (Patriots Day) de Peter Berg :

### Télévision
- 1994-2002 : Urgences (30 épisodes) Jackie, la sœur de Peter Benton
- 1995-1997 : Infos FM
- 1996 : Phase terminale (TV) : Le docteur Deborah Levy
- 2000 : The Corner
- 2001 : New York, unité spéciale : officier Karen Smythe (saison 2, épisode 14)
- 2002-2009 : Les Experts : Miami : Docteur Alexx Woods
- 2010-2013 : Treme : Ladonna Batiste-Williams
- 2011 : Body of Proof : Beverly Travers, Commissaire à la santé (épisodes 15 & 17)
- 2013-2018 : Scandal : Maya Pope, la mère de Olivia (saison 3 et saison 6)
- 2019 : SEAL Team : Ambassadrice Nicole Marsden (saison 3, épisodes 5 et 6)

## Voix françaises
- Annie Milon dans : 
  - Les Experts : Miami
  - Les Experts
  - Treme
  - Body of Proof
  - Scandal